# AC 428
AC 428 är en gran turismo, tillverkad av den brittiska biltillverkaren AC Cars mellan 1965 och 1973. 
I mitten av sextiotalet hade AC inte mycket att erbjuda sina kunder. Cobran hade till stor del tagits över av Shelby. Slutmonteringen skedde i USA, där majoriteten av kunderna fanns och där marknadsfördes den som Shelby Cobra. När Cobra 427 introducerades, tog AC fram en egen gran turismo-bil på dess chassi. 
AC 428 introducerades med öppen kaross, senare tillkom en coupé. Tillverkningsprocessen var komplicerad. Chassin skeppades till Italien, där Pietro Frua byggde karossen. Frua hade även stått för formgivningen. Därefter skickades bilarna vidare till Storbritannien för slutmontering. Motorn var en V8 på 428 cui från Ford. Logistiken gjorde bilen dyr och totalt tillverkades inte fler än 59 täckta och 21 öppna bilar.